# Moravské Křižánky
Moravské Křižánky (německy Mährisch Krischanek) je jižní a západní část obce Křižánky v okrese Žďár nad Sázavou. Prochází zde silnice II/354. V roce 2009 zde bylo evidováno 188 adres. V roce 2001 zde trvale žilo 281 obyvatel.
Moravské Křižánky je také název katastrálního území o rozloze 6,41 km2.

## Historický přehled
Moravské Křižánky bývaly samostatnou obcí, jejíž součástí až do 30. června 1950 byla i Moravská Cikánka. Od 1. července 1950 je Moravská Cikánka součástí města Svratky.
Průběh řeky Svratky tvořil historickou hranici mezi Čechami a Moravou; na české straně byla ve 14. století vybudována roztroušená osada Křižánky. Později nechali les vykácet i páni z Pernštejna na protější moravské straně Křižánek a založili stejnojmennou osadu. První písemná zmínka o moravských Křižánkách pochází z roku 1437, kdy Jan z Pernštejna přenechal své majetky v obci Barbaře Valdštejnské jako věno.
Po smrti Vratislava z Pernštejna prodali jeho synové Jan a Maxmilián v roce 1587 zadlužené Novoměstské panství Vilému Dubskému z Třebomyslic. Dubský přišel o své statky po bitvě na Bílé hoře v roce 1624, novým statkářem rodem v obci se stali Kratzerové von Schönsberg. 
.
V roce 1638 přešlo Novoměstské panství na Simona Kratzera von Schönsberg. Přibližně v polovině sedmnáctého století – kdy novoměstské panství vlastnili Kratzerové  von Schönsberg v okolí započala těžba železné rudy a v obci se objevilo nové průmyslové odvětví – železářství. 
Když František Maxmilián Kratzer von Schönberg v roce 1679 zesnul, zanechal po sobě velké dluhy a panství přešlo do správy jednoho z hlavních věřitelů, Ferdinanda Fürsta z 
Dietrichsteina.
Nejstarší městská pečeť pochází z roku 1743; ukazoval velký tlapkový kříž obklopený čtyřmi malými. Až do poloviny 19. století zůstaly Křižánky příslušenstvím do  Novoměstského panství.
Po zrušení patrimoniální správy od roku 1850 Křižánky s lokalitami Cikánka, Fixův Mlýn a městem  Svratka příslušely do soudního okresu Nové město, od roku 1862 i do Politického okresu novoměstského. 
Na konci 19. století byly Křižánky přejmenovány na Moravské Křižánky, aby se lépe odlišily od stejnojmenné české vesnice; okres Cikánka byl také přejmenován na Moravskou Cikánku.
Moravská Cikánka byla v roce 1950 přičleněna do Svratky. V průběhu obecní reformy v roce 1960 byly Moravské Křižánky a České Křižánky sloučeny do obce Křižánky a zařazeny do okresu Žďár nad Sázavou. V letech 1980 až 1990 byly Křižánky začleněny do Svratky. Po listopadu 1989 vznikly obce České Křižánky a Moravské Křižánky. V roce 2002 byly České Křižánky (s Českými Milovy) a Moravské Křižánky přeměněny na obec Křižánky.
Křižánky jsou největší vesnickou památkovou rezervací v Kraji Vysočina.

## Řemesla a průmysl
17. století – sklářství a železářství
V 17. století byla postavena sklárna, která však již kolem roku 1740 zanikla, avšak po založení skláren v 17. století si zde začali stavět místní dělníci domky, které jsou základem dnešní památkové rezervace.
V roce 1638 přešlo Novoměstské panství na Simona Kratzera von Schönsberg. Přibližně v polovině sedmnáctého století – kdy novoměstské panství vlastnili Kratzerové  von Schönsberg byla zaznamenána těžba magnetitové železné rudy a vybudován železářský hamr.
Železářský hamr byl uzavřen v roce 1874. Po zániku sklářského a železářského průmyslu se stala novým průmyslovým odvětvím v obci výroba pilníků, toto řemeslo poskytovalo obživu většině obyvatel vesnice ještě před 2. světovou válkou. 
19. století - pilníkářství
Pilníky a rašple jsou  vykovány z nástrojové oceli
, která se dala snadno kalit (zušlechtěná surová nebo cementovaná ocel, méně litá ocel, později válcovaná ocel), přičemž se používaly zápustky pro ty s trojúhelníkovým a kulatým průřezem. Kované přířezy pilníku byly žíhány a pomalu ochlazovány, aby byly co nejměkčí. Před vytesáním dostaly tvar a hladké, lesklé povrchy broušením. Tento krok byl proveden ve vlastních brusírnách nebo pecích s vodou poháněnými mlecími kameny.

## Turistika, lyžování a volný čas
Původ lyžování na Vysočině je pravděpodobně v Moravských Křižánkách. Již v roce 1886 používali učitelé Houdek a lesník  Resch lyže dovezené z Norska. Ve 20. století se Moravské Křižánky vyvinuly v letovisko. 